# Črnovka
Črnovka (lat. Isoetes), biljni rod iz razreda Lycopodiopsida,  koji čini samostalnu porodicu Isoetaceae i red Isoetales. Na popisu je 208 vrste (plus 27 hibrida) raširenih diljem svijeta, uz napomenu da su mnoge vrste ostale neopisane. Najnoviji popis: Troia et al. (2016) sa dodane 4 novootkrivene vrste

## Etimologija
Latinsko ime roda dolazi od grčkog u značenju zimzeleno, prema habitu nekih vrsta.

## Vrste
1. Isoetes abyssinica Chiov.
2. Isoetes aemulans J. P. Roux
3. Isoetes aequinoctialis Welw. ex A. Braun
4. Isoetes afloramientorum D. F. Brunt. & J. B. S. Pereira
5. Isoetes alcalophila Halloy
6. Isoetes alpina Kirk
7. Isoetes alstonii C. F. Reed & Verdc.
8. Isoetes amazonica A. Braun
9. Isoetes anamariae J. B. C. Pereira
10. Isoetes anatolica Prada & Rolleri
11. Isoetes andicola (Amstutz) L. D. Gómez
12. Isoetes andina Spruce ex Hook.
13. Isoetes appalachiana D. F. Brunt. & D. M. Britton
14. Isoetes araucaniana Macluf & Hickey
15. Isoetes asiatica (Makino) Makino
16. Isoetes attenuata C. R. Marsden & Chinnock
17. Isoetes australis S. Williams
18. Isoetes azorica Durieu
19. Isoetes baculata Hickey & H. P. Fuchs
20. Isoetes baodongii Y. F. Gu, Y. H. Yan & Yi Jun Lu
21. Isoetes biafrana Alston
22. Isoetes bischlerae H. P. Fuchs
23. Isoetes bolanderi Engelm.
24. Isoetes boliviensis U. Weber
25. Isoetes boomii Luebke
26. Isoetes boryana Durieu
27. Isoetes boyacensis H. P. Fuchs
28. Isoetes bradei Herter
29. Isoetes brasiliensis H. P. Fuchs
30. Isoetes brevicula E. R. L. Johnson
31. Isoetes butleri Engelm.
32. Isoetes candelariensis C.C.Macluf & G.J.Marquez; otkrivena 2024.
33. Isoetes cangae J. B. S. Pereira, Salino & Stützel
34. Isoetes caparaoensis J. B. S. Pereira
35. Isoetes capensis A. V. Duthie
36. Isoetes caroli E. R. L. Johnson
37. Isoetes caroliniana (A. A. Eaton) Luebke
38. Isoetes changleensis Yu C.Chen & Xing Liu; otkrivena 2024.
39. Isoetes changxingensis Y.F.Gu & J.H.Shen; otkrivena 2024.
40. Isoetes chubutiana Hickey, Macluf & W. C. Taylor
41. Isoetes cipoensis J. B. S. Pereira
42. Isoetes coreana Y. H. Chung & H. K. Choi
43. Isoetes coromandelina L. fil.
44. Isoetes creussensis Lazare & S. Riba
45. Isoetes cristata C. R. Marsden & Chinnock
46. Isoetes cubana Engelm. ex Baker
47. Isoetes delalandei J. Lloyd
48. Isoetes delilei (Bory) Rothm.
49. Isoetes dispora Hickey
50. Isoetes dixitii Shende
51. Isoetes drummondii A. Braun
52. Isoetes dubsii J. B. S. Pereira
53. Isoetes duriei Bory
54. Isoetes echinospora Durieu
55. Isoetes ecuadoriensis Aspl.
56. Isoetes ekmanii U. Weber
57. Isoetes elatior F. Muell. & A. Braun
58. Isoetes eludens J. P. Roux, Hopper & Rhian J. Sm.
59. Isoetes engelmannii A. Braun
60. Isoetes escondidensis Halloy
61. Isoetes eshbaughii Hickey & H. P. Fuchs
62. Isoetes fengii Y. F. Gu & Y. H. Yan
63. Isoetes flaccida Shuttlew. ex A. Braun
64. Isoetes fluitans M. I. Romero
65. Isoetes fuliginosa R. L. Small & Hickey
66. Isoetes fuscomarginata H. P. Fuchs
67. Isoetes gardneriana Kunze ex Mett.
68. Isoetes georgiana Luebke
69. Isoetes giessii Launert
70. Isoetes gigantea U. Weber
71. Isoetes graniticola D. F. Brunt.
72. Isoetes gunnii A. Braun
73. Isoetes gymnocarpa (Gennari) A. Braun
74. Isoetes habbemensis Alston
75. Isoetes hallasanensis H. K. Choi, Ch. Kim & J. Jung
76. Isoetes hallei Eb. Fisch. & Lobin
77. Isoetes harleyi J. B. C. Pereira
78. Isoetes haussknechtii Troia & Greuter
79. Isoetes hawaiiensis W. C. Taylor & W. H. Wagner
80. Isoetes heldreichii Wettst.
81. Isoetes hemivelata R. L. Small & Hickey
82. Isoetes herzogii U. Weber
83. Isoetes hewitsonii Hickey
84. Isoetes hieronymi U. Weber
85. Isoetes histrix Bory & Durieu
86. Isoetes hopei J. R. Croft
87. Isoetes howellii Engelm.
88. Isoetes humilior F. Muell. ex A. Braun
89. Isoetes hyemalis D. F. Brunt.
90. Isoetes hypsophila Hand.-Mazz.
91. Isoetes inflata E. R. L. Johnson
92. Isoetes jaegeri Pitot
93. Isoetes jamaicensis Hickey
94. Isoetes japonica A. Braun
95. Isoetes jarmaniae D. F. Brunt., Kantvilas & M. Garrett
96. Isoetes jejuensis H. K. Choi, Ch. Kim & J. Jung
97. Isoetes junciformis D. F. Brunt. & D. M. Britton
98. Isoetes karstenii A. Braun
99. Isoetes kashyapii M. Patel, M. N. Reddy & H. K. Goswami
100. Isoetes killipii C. V. Morton
101. Isoetes kirkii A. Braun
102. Isoetes labri-draconis N. R. Crouch
103. Isoetes lacustris L.
104. Isoetes laosiensis C. Kim & H. K. Choi
105. Isoetes laurentiana D. F. Brunt.
106. Isoetes lechleri Mett.
107. Isoetes libanotica Musselman, Bolin & R. D. Bray
108. Isoetes lithophila N. Pfeiff.
109. Isoetes longifolia J. B. S. Pereira
110. Isoetes longissima (M. Laínz) L. Síez, Nava & Fern. Prieto
111. Isoetes longpingii Y. H. Yan, Y. F. Gu & J. P. Shu
112. Isoetes louisianensis Thieret
113. Isoetes luetzelburgii U. Weber ex Luetzelb.
114. Isoetes malinverniana Ces. & De Not.
115. Isoetes maritima Underw.
116. Isoetes martii A. Braun ex Kuhn
117. Isoetes mattaponica Musselman & W. C. Taylor
118. Isoetes maxima Hickey, Macluf & Link-Pérez
119. Isoetes melanopoda Gay & Durieu
120. Isoetes melanospora Engelm.
121. Isoetes melanotheca Alston
122. Isoetes mexicana Underw.
123. Isoetes microvela D. F. Brunt.
124. Isoetes minima A. A. Eaton
125. Isoetes mississippiensis S. W. Leonard, W. C. Taylor, Musselman & R. D. Bray
126. Isoetes mongerensis E. R. L. Johnson
127. Isoetes montezumae A. A. Eaton
128. Isoetes mourabaptistae J. B. S. Pereira, P. G. Windisch, Lorscheitt. & Labiak
129. Isoetes muelleri A. Braun
130. Isoetes naipiana P. G. Windisch, Lorscheitt. & Nervo
131. Isoetes nana J. B. S. Pereira
132. Isoetes neoguineensis Baker ex F. Muell.
133. Isoetes nigritiana A. Braun
134. Isoetes nigroreticulata Verdc.
135. Isoetes novogranadensis H. P. Fuchs
136. Isoetes nuttallii A. Braun ex Engelm.
137. Isoetes occidentalis Hend.
138. Isoetes olympica A. Br.
139. Isoetes orcuttii A. A. Eaton
140. Isoetes organensis U. Weber
141. Isoetes orientalis Hong Liu & Q. F. Wang
142. Isoetes ovata N. Pfeiff.
143. Isoetes pallida Hickey
144. Isoetes palmeri H. P. Fuchs
145. Isoetes panamensis Maxon & C. V. Morton
146. Isoetes parvula Hickey
147. Isoetes pedersenii H. P. Fuchs ex E. I. Meza & Macluf
148. Isoetes perrieriana Iversen
149. Isoetes philippinensis Merr. & L. M. Perry
150. Isoetes phrygia Hausskn.
151. Isoetes pichisermollii Eb. Fisch. & Lobin
152. Isoetes pirinica D. F. Brunt. & D. Ivanova
153. Isoetes pitotii Alston
154. Isoetes precocia R. L. Small & Hickey
155. Isoetes pringlei Underw.
156. Isoetes prototypus D. M. Britton & Goltz
157. Isoetes pseudojaponica M. Takamiya, Watan. & Ono
158. Isoetes pusilla C. R. Marsden & Chinnock
159. Isoetes quiririensis J. B. S. Pereira & Labiak
160. Isoetes ramboi Herter
161. Isoetes riparia Engelm.
162. Isoetes rwandensis Eb. Fisch. & Lobin
163. Isoetes sabatina Troìa & Azzella
164. Isoetes saccharata Engelm.
165. Isoetes sahyadrii Mahab.
166. Isoetes santacruzensis J. B. S. Pereira
167. Isoetes saracochensis H. P. Fuchs ex Hickey
168. Isoetes savatieri Franch.
169. Isoetes schweinfurthii A. Braun
170. Isoetes sehnemii H. P. Fuchs
171. Isoetes septentrionalis D. F. Brunt.
172. Isoetes serracarajensis J. B. S. Pereira, Salino & Stützel
173. Isoetes shangrilaensis Xiang Li, Yuqian Huang, X. Dai & Xing Liu
174. Isoetes sinensis T. C. Palmer
175. Isoetes smithii H. P. Fuchs
176. Isoetes spannagelii H. P. Fuchs
177. Isoetes spinulospora C. Jermy & Schelpe
178. Isoetes stellenbossiensis A. V. Duthie
179. Isoetes stephanseniae A. V. Duthie
180. Isoetes stevensii J. R. Croft
181. Isoetes storkii T. C. Palmer
182. Isoetes taiwanensis De Vol
183. Isoetes tamaulipana Mora-Olivo, A. Mend. & Mart.-Aval.
184. Isoetes tegetiformans Rury
185. Isoetes tennesseensis Luebke & Budke
186. Isoetes tenuifolia Jermy
187. Isoetes texana Singhurst, Rushing & W. C. Holmes
188. Isoetes tiguliana Gennari
189. Isoetes todaroana Troìa & Raimondo
190. Isoetes toximontana Musselman & J. P. Roux
191. Isoetes transvaalensis C. Jermy & Schelpe
192. Isoetes triangula U. Weber
193. Isoetes tripus A. Braun
194. Isoetes tuckermanii A. Braun ex Engelm.
195. Isoetes tuerckheimii Brause
196. Isoetes udupiensis P. K. Shukla, G. K. Srivast., S. K. Shukla & P. K. Rajagopal
197. Isoetes ulei U. Weber
198. Isoetes valida (Engelm.) Clute
199. Isoetes vanensis M. Keskin & G. Zare
200. Isoetes vermiculata Hickey
201. Isoetes virginica N. Pfeiff.
202. Isoetes viridimontana M. A. Rosenthal & W. C. Taylor
203. Isoetes weberi Herter ex U. Weber
204. Isoetes welwitschii A. Braun ex Kuhn
205. Isoetes wormaldii R. Sim
206. Isoetes xiangfei Y. H. Yan, Y. F. Gu & J. P. Shu
207. Isoetes yuhangensis Yu C.Chen & Xing Liu; otkrivena 2024.
208. Isoetes yunguiensis C. F. Wang & W. C. Taylor
209. Isoetes ×altonharvillii Musselman & R. D. Bray
210. Isoetes ×angeloi D. F. Brunton & K. L. Mc Intosh
211. Isoetes ×blondeaui D. F. Brunt. & P. C. Sokoloff
212. Isoetes ×brittonii D. F. Brunt. & W. C. Taylor
213. Isoetes ×brochonii Motelay
214. Isoetes ×bruntonii Knepper & Musselman
215. Isoetes ×carltaylori Musselman., R. D. Bray & D. A. Knepper
216. Isoetes ×dodgei A. A. Eaton
217. Isoetes ×eatonii R. Dodge
218. Isoetes ×echtuckeri D. F. Brunt. & D. M. Britton
219. Isoetes ×fernaldii D. F. Brunt. & P. C. Sokoloff
220. Isoetes ×foveolata A. A. Eaton ex R. Dodge
221. Isoetes ×gopalkrishnae Sarv. K. Singh, P. K. Shukla & N. K. Dubey
222. Isoetes ×harveyi A. A. Eaton
223. Isoetes ×herb-wagneri W. C. Taylor
224. Isoetes ×heterospora A. A. Eaton
225. Isoetes ×hickeyi W. C. Taylor & Luebke
226. Isoetes ×jeffreyi D. M. Britton & D. F. Brunt.
227. Isoetes ×jermyi D. F. Brunt. & Rumsey
228. Isoetes ×kareniae D. F. Brunt. & P. C. Sokoloff
229. Isoetes ×marensis D. M. Britton & D. F. Brunt.
230. Isoetes ×michinokuana M. Takamiya, M. Watanaba & K. Ono
231. Isoetes ×novae-angliae D. F. Brunt. & D. M. Britton
232. Isoetes ×paratunica D. F. Brunt., Mochalova & A. A. Bobrov
233. Isoetes ×pseudotruncata D. M. Britton & D. F. Brunt.
234. Isoetes ×robusta (Engelm.) D. F. Brunt.
235. Isoetes ×truncata (A. A. Eaton) Clute

Redu Isoetales uključene su i fosilne porodice Suavitasaceae, Nathorstianaceae i Chaloneriaceae, te rodovi koji još pobliže nisu klasificirani:
1. Genus Clevelandodendron S. Chitaley & K.B. Pigg, 1996 †
2. Genus Isoetodendron W. Bock, 1969 †
3. Genus Otzinachsonia W.L. Cressler III & H.W. Pfefferkorn, 2005 †
4. Genus Porostrobus Nathorst, 1914 †
5. Genus Tomiodendron G.P. Radczenko, 1956 †
6. Genus Wexfordia L.C. Matten, 1989 †
7. Genus Zoophycos A.B. Massalongo, 1855 †